# 恒丰北路
恆豐北路是中華人民共和國上海市靜安區的一條南北走向道路，北起滬太路，南至京沪铁路邊的交通路。全长355米。道路始建於1987年，由於從恆豐北路可以通過恆豐路立交橋抵達恆豐路，所以道路起名為恆豐北路。